# Danilo Ikodinović
Danilo Ikodinović (in serbo Данило Икодиновић?; Belgrado, 4 ottobre 1976) è un ex pallanuotista serbo, vincitore di una medaglia di bronzo alle olimpiadi di Sydney 2000, e di una medaglia d'argento ad Atene 2004.
Con il Partizan Belgrado ha vinto due campionati nazionali, quattro Coppe serbo-montenegrine e una Coppa LEN. Con lo Jadran, invece, vince un campionato e una Coppa del Montenegro; in seguito di trasferisce in Russia, al Kazan, dove conquista un campionato russo e una Coppa LEN. A Brescia alza al cielo una Coppa LEN, mentre con la Pro Recco un campionato italiano, una Eurolega e una Supercoppa LEN.